# Gustav Basse
Gustav Basse (* 3. Februar 1894 in Wasserleben; † 6. November 1944 im Zuchthaus Brandenburg-Görden) war ein deutscher Unternehmer, Widerstandskämpfer, KPD-Mitglied und NS-Opfer.

## Leben

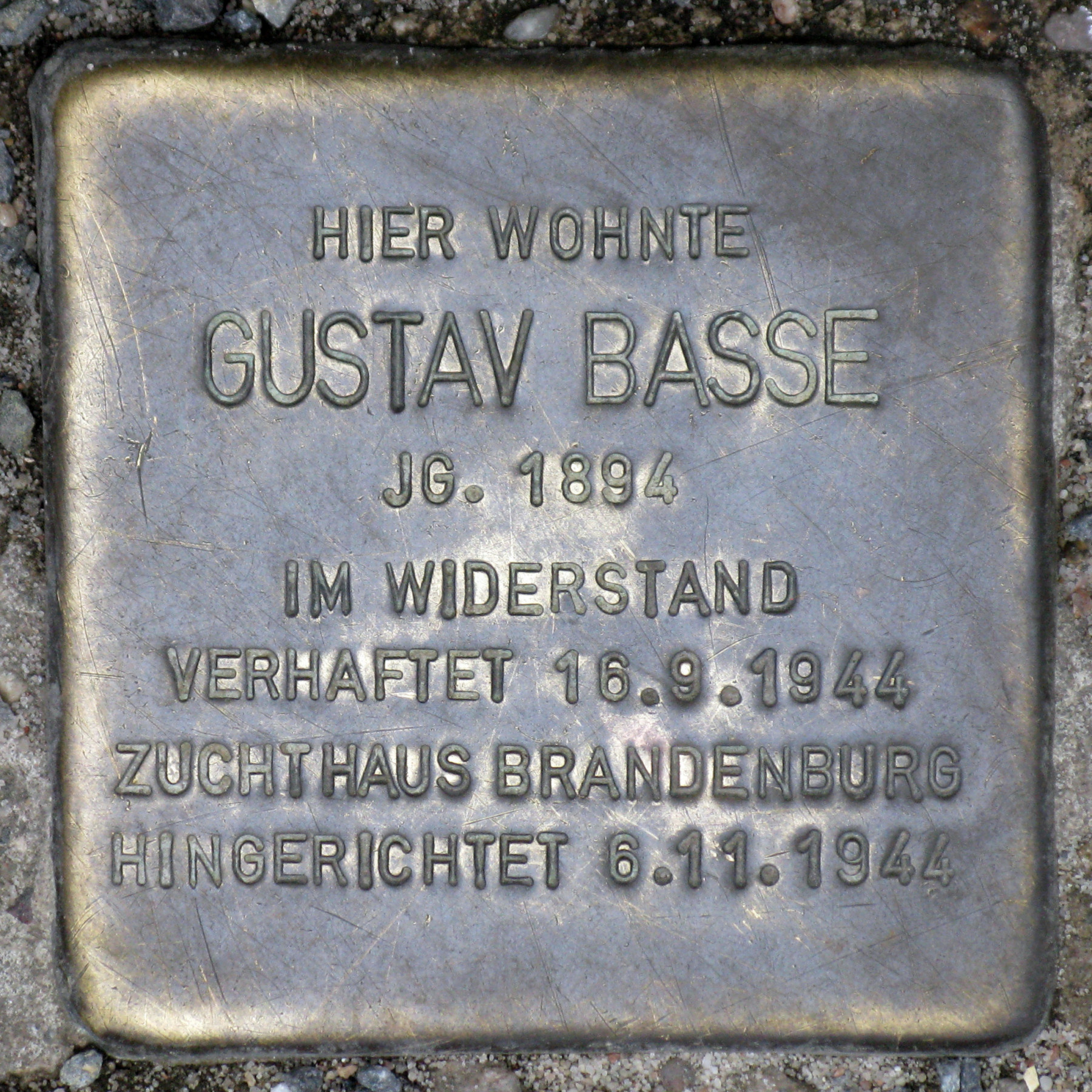
Stolperstein für Gustav Basse in Berlin-Kreuzberg

Gustav Basse war KPD-Mitglied, seit 1923 mit Gertrud Basse geborene Sabatowski, verheiratet und hatte einen Sohn, Wolfgang. Er arbeitete als Heizungsrohrverleger in Berlin-Kreuzberg und war von 1932 bis 1936 als Kraftwagenschlosser in der Sowjetunion tätig. Nach seiner Rückkehr aus der UdSSR hielt er weiter Kontakt mit seinen ehemaligen Kollegen in der Sowjetunion, stand daher unter Beobachtung der Gestapo und wurde mehrmals verhört. Seit 1939 war Basse Teilhaber und Betriebsleiter der Firma Nicolaus & Co, die funktechnische Messgeräte herstellte und auch an das Reichsluftfahrtministerium lieferte. Basse wurde 1943 vom Kriegsgericht Berlin wegen „Vorbereitung zum Hochverrat“ zu zwei Jahren Gefängnis in der Haftanstalt Plötzensee verurteilt und dort am 27. September 1943 eingeliefert. Seine Strafe wurde am 25. November 1943 wegen Leitung eines kriegswichtigen Betriebes ausgesetzt.
Basse war zusammen mit seiner Frau und seinem Sohn in der Saefkow-Jacob-Bästlein-Widerstandsorganisation aktiv, betreute andere politisch Verfolgte und war Teilnehmer anderer illegaler Treffen. Er verteilte zusammen mit Wilhelm Scheer politische Flugschriften und verschaffte Franz Jacob gefälschte Papiere. Am 16. Juli 1944 wurde er erneut verhaftet, am 19. September 1944 vom Volksgerichtshof zum Tode verurteilt und am 6. November 1944 im Zuchthaus Brandenburg-Görden hingerichtet.

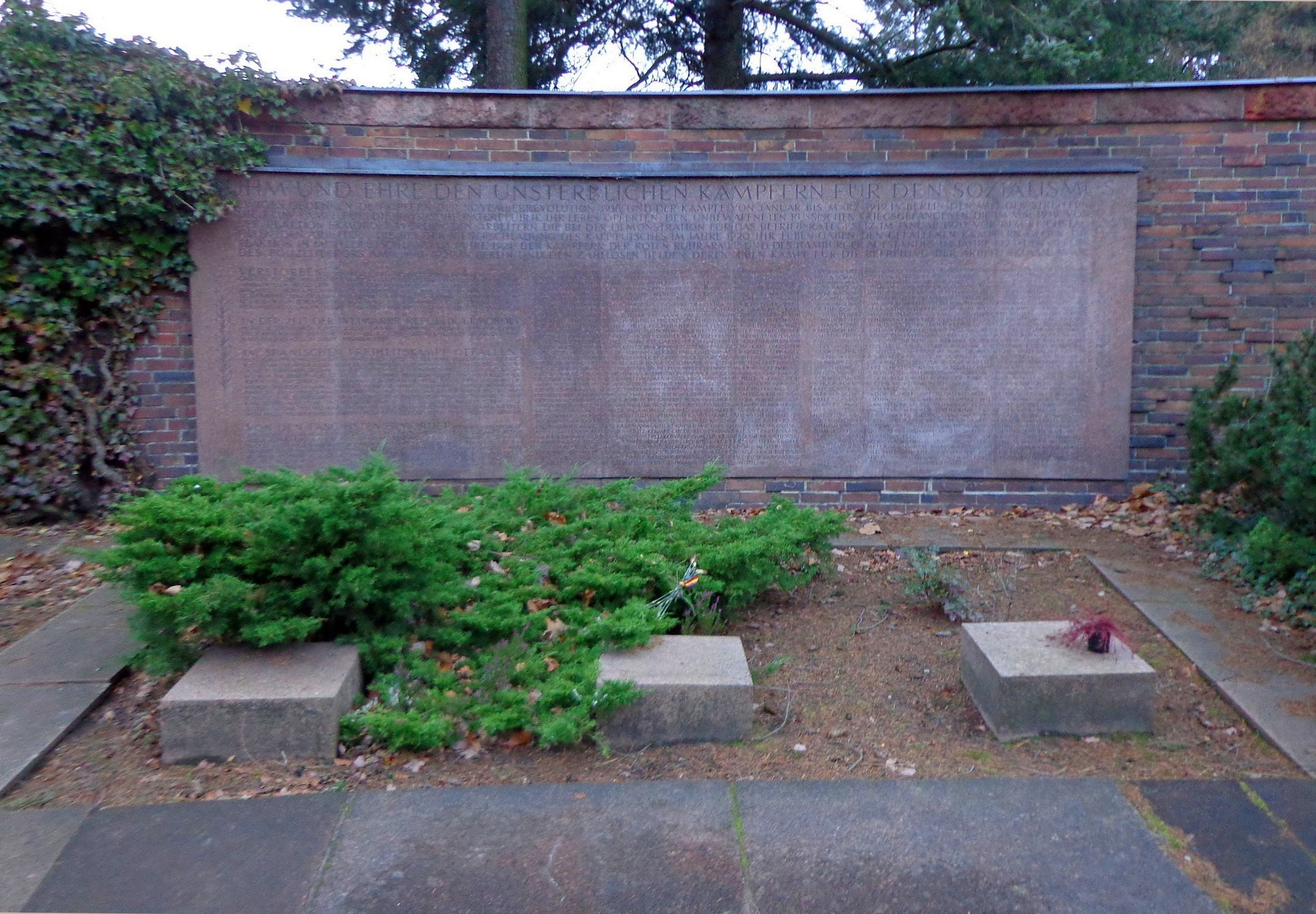
Gedenkstätte der Sozialisten, Porphyr-Gedenktafel an der Ringmauer mit Urnensammelgrab

Nach der Hinrichtung wurde sein Leichnam im Krematorium Brandenburg verbrannt. Im Jahr 1946 wurden zahlreiche Urnen mit der Asche von in der Zeit des Nationalsozialismus hingerichteten Widerstandskämpfern aus den damaligen Berliner Bezirken Lichtenberg, Kreuzberg und Prenzlauer Berg auf den Zentralfriedhof Friedrichsfelde überführt, von denen besonders viele im Zuchthaus Brandenburg-Görden enthauptet worden waren. Ihre sterblichen Überreste fanden schließlich in der 1951 eingeweihten Gedenkstätte der Sozialisten  (Urnensammelgrab bei der großen Porphyr-Gedenktafel auf der rechten Seite der Ringmauer) ihren endgültigen Platz. Neben Gustav Basse  erhielten auf diese Weise auch viele andere Widerstandskämpfer  eine würdige Grabstätte und einen Gedenkort.

## Gedenken
Am 19. November 2008 wurde von der Stadt Berlin ein Stolperstein vor seiner Wohnung an der Admiralstraße 14 in Berlin-Kreuzberg angebracht.